# Furacão Hugo

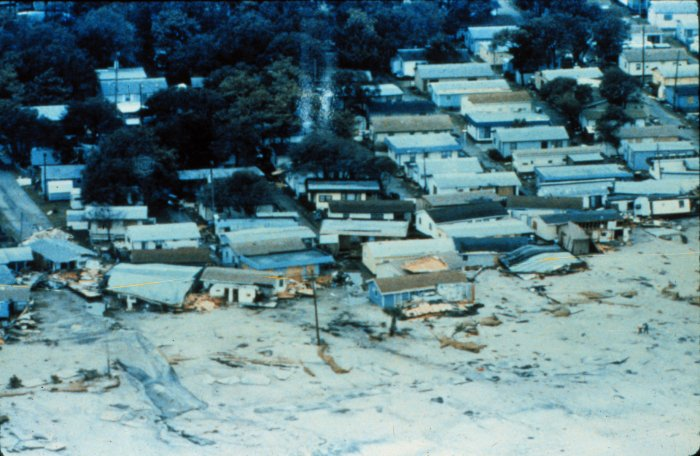
Casas destruídas pela Furacão Hugo.

Furacão Hugo é um poderoso ciclone tropical que afetou Porto Rico e os Estados Unidos, especialmente os estados da Carolina do Norte e do Sul em setembro de 1989.
O furacão Hugo causou 34 mortes (mais por afogamento) no Caribe e 27 na Carolina do Sul, deixaram quase cem mil pessoas sem-teto e resultaram em 10 bilhões de dólares em danos gerais. Desse total, 7 bilhões de dólares foram os prejuízos dos Estados Unidos e Porto Rico.

## História meteorológica
Se originou como uma onda tropical, que se deslocou da costa oeste da África em 9 de setembro. Logo depois de sair da costa africana, foi classificado como Depressão Tropical Onze ao sudeste das Ilhas de Cabo Verde. Os ventos foram inicialmente 30 mph (48 km/h), mas eles chegaram a 35 mph (56 km/h) logo depois. Movendo-se em uma pista constante no oeste a 18 nós (21 mph, 33 km/h), se intensificou constantemente, tornando-se a tempestade tropical Hugo no dia 11 de setembro às 18 horas. Em 13 de setembro, Hugo se intensificou rapidamente e atingiu a força de furacões a 1 265 milhas (2 035 km) a leste das Ilhas Sotavento. Uma área de baixa pressão no sul fez com que Hugo gradualmente se voltasse para oeste-noroeste, enquanto a tempestade se fortalecesse lentamente. Pouco depois, o furacão Hugo começou a se intensificar rapidamente; 24 horas depois de ser classificada como um furacão, tornou-se um furacão de categoria 2.
Depois de se tornar um grande furacão, Hugo atingiu a força da categoria 4, enquanto se movia lentamente para oeste-noroeste. Seus ventos máximos sustentados aumentaram para 160 mph (260 km/h) e a pressão central mínima caiu para 918 milhas (27,1 em Hg). Nas primeiras horas do dia 17 de setembro, Hugo cruzou entre Guadalupe e Montserrat enquanto seus ventos chegavam a cerca de 230 km/h, quando os ventos de força de furacão se estendiam a apenas 72 milhas do centro.